# Magellan Star
Magellan Star ist ein ehemaliger Name eines Containerschiffs. Bereedert wurde das unter der Flagge von Antigua und Barbuda fahrende Schiff durch die Hamburger Quadrant Bereederungsgesellschaft mbH & Co. KG (seit 2000 Teil der Reederei DS Schiffahrt), die zur Dr. Peters Gruppe mit Sitz in Dortmund gehört. Das Schiff wurde im September 2010 von somalischen Piraten gekapert.

## Geschichte

### Bau und Einsatz
Das Schiff wurde von 2000 bis 2002 unter der Baunummer 1195 als Typschiff des Sietas-Typs 169 auf der J.J. Sietas KG Schiffswerft GmbH & Co. gebaut. Die Kiellegung fand am 5. Dezember 2000, der Stapellauf am 28. März 2002 statt. Die Fertigstellung des Schiffes erfolgte im Mai 2002.
Das Schiff wurde über den von HCI aufgelegten Schiffsfonds HCI Schiffsfonds I finanziert.
Das Schiff kam am 11. Mai 2002 als Gracechurch Star in Fahrt. Es wurde 2005 vom Schiffsfonds verkauft.

### Piratenangriff vor der Küste Somalias, 6. September 2010
Somalische Piraten kaperten das Schiff am Morgen des 8. September 2010 (13° S, 50° O). Die Magellan Star war mit einer Ladung Ankerketten aus Bilbao nach Singapur unterwegs.
Die Besatzung des Schiffes unter dem polnischen Kapitän bestand aus sechs Philippinern, zwei Russen, zwei Ukrainern, und einem Bulgaren. Die Magellan Star war das dritte Schiff eines im Abstand von zwei Seemeilen von US-Kriegsschiffen begleiteten Konvois. Auch das erste Schiff aus dem Konvoi, der unter maltesischer Flagge fahrende Frachter Olig B, wurde angegriffen.
Die türkische Fregatte Gökçeada (F-494) der Oliver-Hazard-Perry-Klasse des multinationalen Einsatzverbandes Combined Task Force 151 zur Bekämpfung der Piraterie am Horn von Afrika erhielt einen Notruf des Frachters, woraufhin das Kriegsschiff USS Dubuque (US-Marine) eine 24 Mann starke Maritime Raid Force (MRF) der 15th Marine Expeditionary Unit (MEU) (1st Battalion 4th Marines) vom United States Marine Corps unter dem Befehl von Oberstleutnant Joseph R. Clearfield entsandte. Der Kapitän hatte rechtzeitig die Maschinen abgeschaltet und sich mit der Besatzung in einem Sicherheitsraum eingeschlossen. Von dort aus konnte er mit einem Satellitentelefon den Notruf absetzen. Die Besatzung wurde von den Piraten nicht gefunden. Die somalischen Piraten nahmen während der Kaperung über eine Telefonnummer, die auf der Brücke für Notfälle angebracht war, Kontakt mit der Reederei in Deutschland auf, um zu fragen, wo die Mannschaft sei und wie sie die Maschinen in Gang bringen könnten. Darauf erhielten sie jedoch keine Antwort.
Nach 20 Stunden in der Hand der Piraten wurden das Schiff und die Besatzung am Morgen des 9. September 2010 um 3.30 Uhr Ortszeit durch das Boardingteam der Dubuque befreit. Bei der Aktion wurden unter anderem acht Hubschrauber eingesetzt. Die Marines überwältigten die neun Entführer ohne Schusswechsel. Verletzt wurde niemand. Um 6.30 Uhr gingen die Soldaten mit den festgesetzten Piraten von Bord. Die Piraten wurden an Bord des begleitenden Kriegsschiffs Princeton gebracht.
Während der Kaperung zerstörten die Seeräuber die Innenausstattung, das Steuersystem und andere Teile des Schiffes. Dadurch war das Schiff nach dem Angriff nicht mehr voll seetüchtig. Begleitet von einem US-Kriegsschiff fuhr die Magellan Star zur Generalüberholung nach Dubai. Der Naval Criminal Investigative Service (NCIS) übernahm die Ermittlungen zu diesem Fall.